# Cylisticidae
Cylisticidae es una familia de crustáceos isópodos terrestres. Sus 65 especies reconocidas se distribuyen por la Eurasia paleártica.

## Géneros
Se reconocen los 4 siguientes:
- Cylisticus Schnitzler, 1853 (53 especies)
- Lepinisticus Manicastri & Taiti, 1983 (1 especie)
- Parcylisticus Verhoeff, 1943 (10 especies)
- Troglocylisticus Ferrara & Taiti, 1983 (1 especie)